# Eduardo Horacio García
Eduardo Horacio García (ur. 22 stycznia 1956 w Buenos Aires) – argentyński duchowny katolicki, biskup San Justo od 2014.

## Życiorys
Święcenia kapłańskie przyjął 18 listopada 1983 z rąk kardynała Juana Carlosa Aramburu. Pracował przede wszystkim w duszpasterstwie parafialnym. W latach 1991–2003 był także diecezjalnym duszpasterzem dzieci, a od 2000 ojcem duchownym w miejscowym seminarium.
21 czerwca 2003 papież Jan Paweł II mianował go biskupem pomocniczym archidiecezji Buenos Aires oraz biskupem tytularnym Ipagro. Sakry biskupiej udzielił mu 16 sierpnia 2003 w miejscowej katedrze kardynał Jorge Bergoglio. On też powierzył mu dalsze sprawowanie funkcji ojca duchownego seminarium (pełnił ją do 2010).
6 listopada 2014 papież Franciszek ustanowił go biskupem ordynariuszem diecezji San Justo. Ingres odbył się 14 grudnia 2014.